# BNP Paribas Warsaw Open 2023 - Doppio
Anna Danilina e Anna-Lena Friedsam erano le campionesse in carica, ma Friedsam ha scelto di non partecipare a questa edizione del torneo, mentre Danilina ha scelto di giocare al concomitante torneo di Amburgo.
In finale Heather Watson e Yanina Wickmayer hanno sconfitto Weronika Falkowska e Katarzyna Piter con il punteggio di 6-4, 6-4.

## Teste di serie
1. Zhang Shuai /  Zhu Lin (primo turno)
2. Natela Dzalamidze /  Monica Niculescu (ritirate)
3. Viktória Hrunčáková /  Tereza Mihalíková (quarti di finale)

1. Lidzija Marozava /  Aljaksandra Sasnovič (quarti di finale)
2. Alicia Barnett /  Olivia Nicholls (primo turno)

## Wildcard
1. Maja Chwalińska /  Jessika Ponchet (primo turno)

1. Martyna Kubka /  Natalija Stevanović (primo turno)

## Alternate
1. Ankita Raina /  Yuan Yue (semifinale)

## Tabellone

### Legenda
| - Q = Qualificato - WC = Wild card - LL = Lucky loser | - ALT = Alternate - SE = Special Exempt - PR = Protected Ranking | - w/o = Walkover - r = Ritirato - d = Squalificato |

|  | Primo turno | Primo turno               | Primo turno               | Primo turno | Primo turno |  |  | Quarti di finale | Quarti di finale          | Quarti di finale          | Quarti di finale          | Quarti di finale    |   |      | Semifinali | Semifinali                         | Semifinali                         | Semifinali                      | Semifinali                      |   |   | Finale | Finale | Finale | Finale | Finale |  |
|  |             |                           |                           |             |             |  |  |                  |                           |                           |                           |                     |   |      |            |                                    |                                    |                                 |                                 |   |   |        |        |        |        |        |  |
|  | 1           | S Zhang L Zhu             | S Zhang L Zhu             | 3           | 2           |  |  |                  |                           |                           |                           |                     |   |      |            |                                    |                                    |                                 |                                 |   |   |        |        |        |        |        |  |
|  |             | L Nosková Xiy Wang        | L Nosková Xiy Wang        | 6           | 6           |  |  |                  | L Nosková Xiy Wang        | L Nosková Xiy Wang        | 6                         | 6                   |   |      |            |                                    |                                    |                                 |                                 |   |   |        |        |        |        |        |  |
|  |             | N Bains M Lumsden         | N Bains M Lumsden         | 6           | 7           |  |  |                  | N Bains M Lumsden         | N Bains M Lumsden         | 3                         | 2                   |   |      |            |                                    |                                    |                                 |                                 |   |   |        |        |        |        |        |  |
|  | WC          | M Kubka N Stevanović      | M Kubka N Stevanović      | 2           | 5           |  |  |                  |                           |                           |                           |                     |   |      |            | L Nosková Xiy Wang                 | L Nosková Xiy Wang                 | 4                               | 4                               |   |   |        |        |        |        |        |  |
|  | 4           | L Marozava A Sasnovič     | L Marozava A Sasnovič     | 6           | 7           |  |  |                  |                           |                           | W Falkowska K Piter       | W Falkowska K Piter | 6 | 6    |            |                                    |                                    |                                 |                                 |   |   |        |        |        |        |        |  |
|  |             | N Hibino O Kalašnikova    | N Hibino O Kalašnikova    | 1           | 5           |  |  | 4                | L Marozava A Sasnovič     | L Marozava A Sasnovič     | 4                         | 5                   |   |      |            |                                    |                                    |                                 |                                 |   |   |        |        |        |        |        |  |
|  |             | W Falkowska K Piter       | W Falkowska K Piter       | 6           | 6           |  |  |                  | W Falkowska K Piter       | W Falkowska K Piter       | 6                         | 7                   |   |      |            |                                    |                                    |                                 |                                 |   |   |        |        |        |        |        |  |
|  |             | N Abduraimova J Burrage   | N Abduraimova J Burrage   | 3           | 1           |  |  |                  |                           |                           |                           |                     |   |      |            | Weronika Falkowska Katarzyna Piter | Weronika Falkowska Katarzyna Piter | 4                               | 4                               |   |   |        |        |        |        |        |  |
|  | Alt         | A Raina Y Yuan            | A Raina Y Yuan            | 7           | 7           |  |  |                  |                           |                           |                           |                     |   |      |            |                                    |                                    | Heather Watson Yanina Wickmayer | Heather Watson Yanina Wickmayer | 6 | 6 |        |        |        |        |        |  |
|  | WC          | M Chwalińska J Ponchet    | M Chwalińska J Ponchet    | 63          | 5           |  |  | Alt              | A Raina Y Yuan            | 3                         | 7                         | [10]                |   |      |            |                                    |                                    |                                 |                                 |   |   |        |        |        |        |        |  |
|  |             | O Gavrilă J Rompies       | O Gavrilă J Rompies       | 3           | 2           |  |  | 3                | V Hrunčáková T Mihalíková | 6                         | 67                        | [6]                 |   |      |            |                                    |                                    |                                 |                                 |   |   |        |        |        |        |        |  |
|  | 3           | V Hrunčáková T Mihalíková | V Hrunčáková T Mihalíková | 6           | 6           |  |  |                  |                           |                           |                           |                     |   |      | Alt        | A Raina Y Yuan                     | 0                                  | 7                               | [6]                             |   |   |        |        |        |        |        |  |
|  |             | L Kumkhum P Plipuech      | 7                         | 1           | [5]         |  |  |                  |                           |                           | H Watson Y Wickmayer      | 6                   | 6 | [10] |            |                                    |                                    |                                 |                                 |   |   |        |        |        |        |        |  |
|  |             | L Fruhvirtová L Siegemund | 63                        | 6           | [10]        |  |  |                  | L Fruhvirtová L Siegemund | L Fruhvirtová L Siegemund | L Fruhvirtová L Siegemund |                     |   |      |            |                                    |                                    |                                 |                                 |   |   |        |        |        |        |        |  |
|  |             | H Watson Y Wickmayer      | 6                         | 2           | [10]        |  |  |                  | H Watson Y Wickmayer      | H Watson Y Wickmayer      | H Watson Y Wickmayer      | w/o                 |   |      |            |                                    |                                    |                                 |                                 |   |   |        |        |        |        |        |  |
|  | 5           | A Barnett O Nicholls      | 2                         | 6           | [7]         |  |  |                  |                           |                           |                           |                     |   |      |            |                                    |                                    |                                 |                                 |   |   |        |        |        |        |        |  |